# Klasztor św. Agnieszki w Pradze
Klasztor św. Agnieszki w Pradze (cz. Anežský klášter) – zespół zabudowań klasztornych znajdujących się w północnej części Starego Miasta w Pradze.

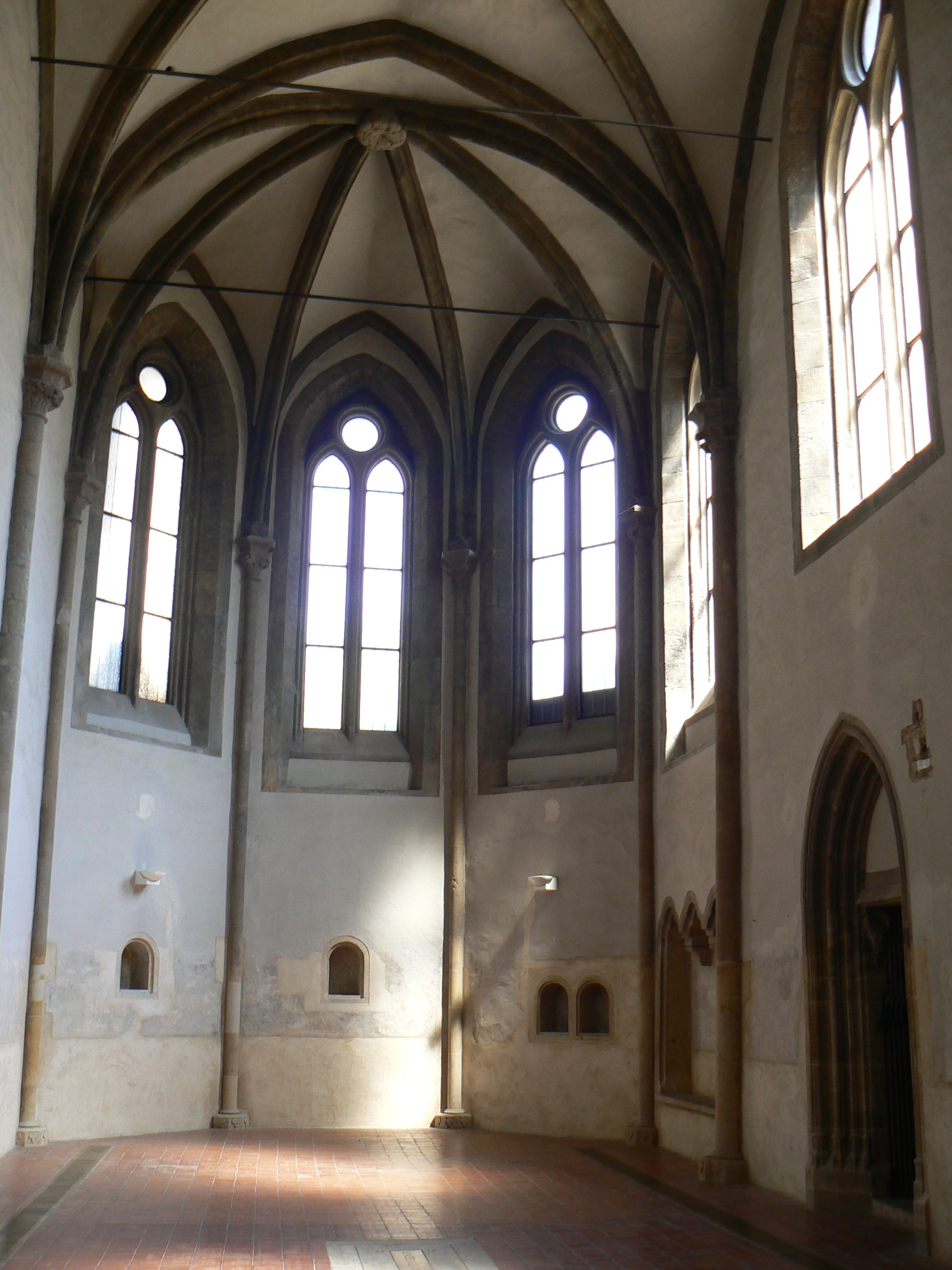
Prezbiterium kościoła św. Franciszka

Zespół klasztorny pod wezwaniem św. Agnieszki stanowił pierwszą w Czechach budowlę zbudowaną w stylu gotyckim. Inicjatorką jego powstania była św. Agnieszka, siostra króla Wacława I – przeznaczony był dla klarysek, a pierwszą przełożoną zgromadzenia została właśnie św. Agnieszka. Prace trwały od 1223 do lat osiemdziesiątych XIII w. Powstały wówczas zabudowania klasztorne nie tylko klarysek, ale także i franciszkanów oraz dwa kościoły: św. Franciszka dla zakonu męskiego i św. Salwatora dla zgromadzenia żeńskiego. Zbudowano także mauzoleum dynastii Przemyślidów, gdzie obok wielu córek i żon czeskich dynastów (w tym założycielki zgromadzenia) pochowano króla Wacława I. W czasie wojen husyckich oba zgromadzenia zostały stąd usunięte, a część zabudowań klasztornych (południowa, należąca wcześniej do franciszkanów) została zniszczona. Dopiero w 1556 klasztor został na nowo zasiedlony przed dominikanów, a w 1626 powróciły tutaj klaryski. Usunięte zostały jednak ponownie w 1782 wskutek akcji kasacyjnej cesarza Józefa II. 
Budynki klasztorne wykorzystywano później w różnych celach, a pod koniec XIX w. planowano nawet wyburzenie zniszczonego kompleksu. Dzięki jednak staraniom specjalnie powołanego komitetu klasztor ocalał, a wkrótce go odrestaurowano. Dzisiaj mieści się w nim część czeskiej Galerii Narodowej, obejmująca zbiory sztuki średniowiecznej.

## Literatura
- J. Staňková, J. Štursa, S. Voděra, Pražská architektura. Významné stavby jedenácti století, Praha 1991.